# Gigantocamelus
Genre
Gigantocamelus est un genre éteint de la famille des camélidés, ayant vécu aux États-Unis du Pliocène au Pléistocène, il y a environ 4,68 millions d'années. C'était la deuxième plus grande espèce connue de camelidés.

## Liste d'espèces
Selon BioLib (20 mai 2020) :
- Gigantocamelus fricki Barbour & Schultz, 1939 † - espèce type
- Gigantocamelus spatulus (Cope, 1893) †

## Publication originale
- (en) Erwin Hinckly Barbour et C. Bertrand Schultz, « A New Giant Camel Gigantocamelus fricki, gen. et sp. nov. », Bulletin of the University of Nebraska State Museum, University of Nebraska State Museum (d), vol. 2, no 2,‎ septembre 1939, p. 17-27 (ISSN 0093-6812, lire en ligne).